# Ramenskoïe
Ramenskoïe (en russe : Раменское) est une ville de l'oblast de Moscou, en Russie. Sa population s'élevait à 103 069 habitants en 2014 et à 114 537 habitants en 2021.

## Géographie
Ramenskoïe est située à 46 km au sud-est de Moscou.

## Histoire
Dans un document de 1328 se trouve la première mention du nom de Ramenié, ce qui à cette époque signifie « en bordure de la forêt ». La véritable naissance de la ville actuelle remonte aux années 1760. Ce n'est d'abord que le village de Troïtskoïe. Au début du XIXe siècle, Ramenskoïe est le site de la première usine textile de coton de la région de Moscou. Dans les années 1870, c'est l'une des plus grandes de ce genre en Russie. D'autres industries sont développées à Ramenskoïe à partir du milieu du XIXe siècle, après la mise en service de la voie ferrée Moscou – Riazan. Le 15 mars 1926, la ville-usine de Ramenskoïe reçoit le statut de ville. Trois ans plus tard, elle devient le centre administratif d'un raïon de l'oblast de Moscou.

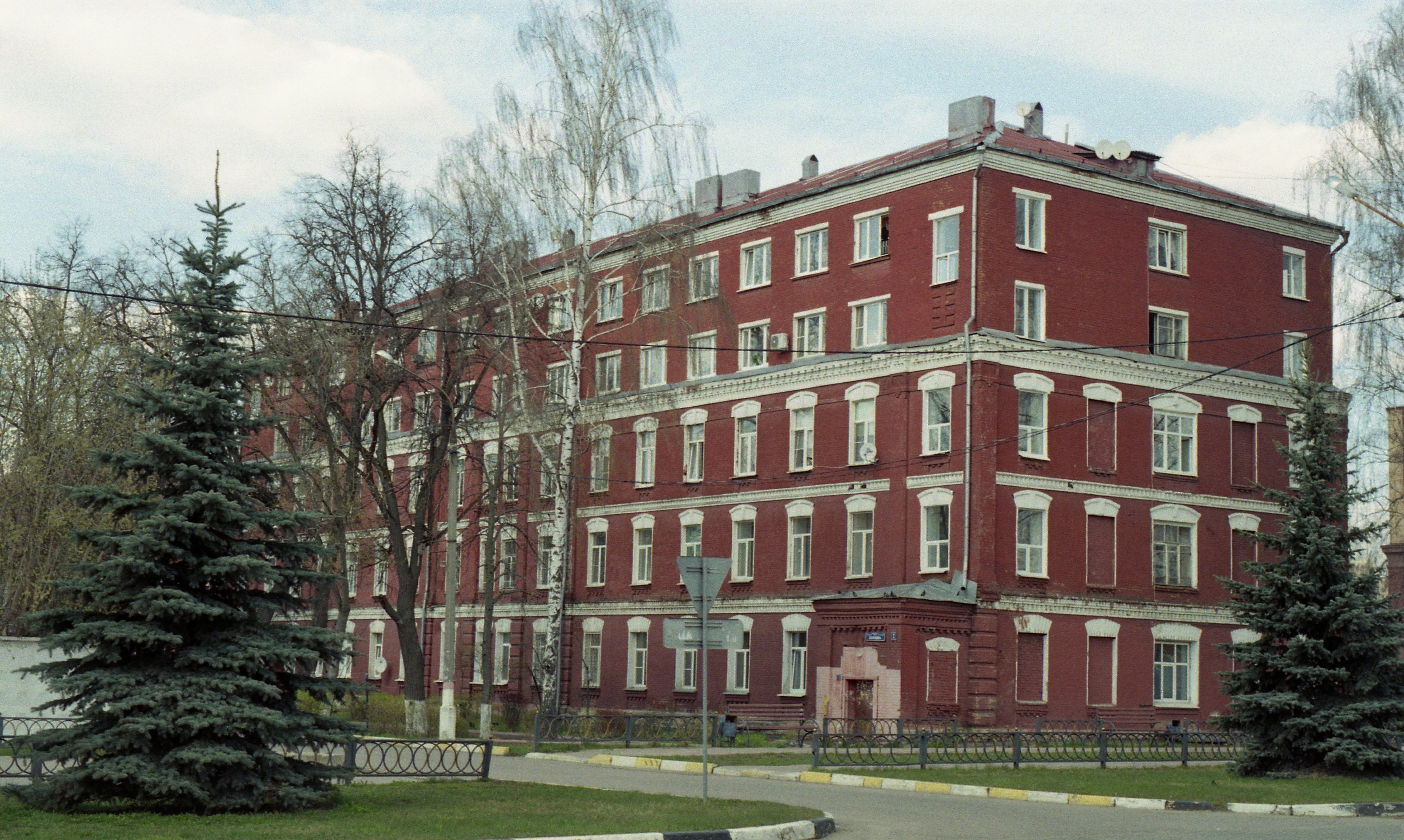
Immeuble pour ouvriers de l'usine Malioutine, fin XIXe siècle.
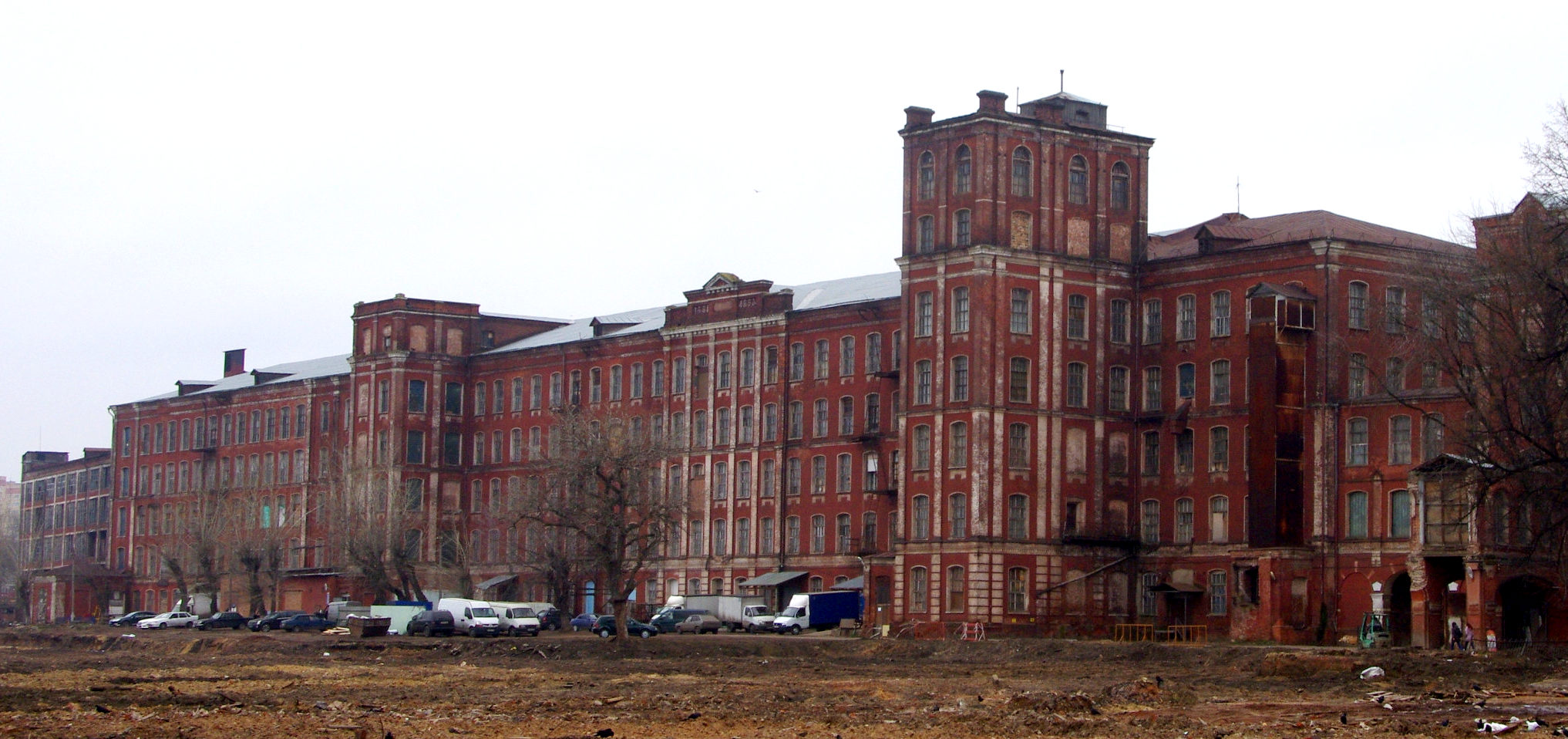
Ancienne usine textile « Malioutine & Fils » (1893), devenue « Drapeau rouge » en 1918.
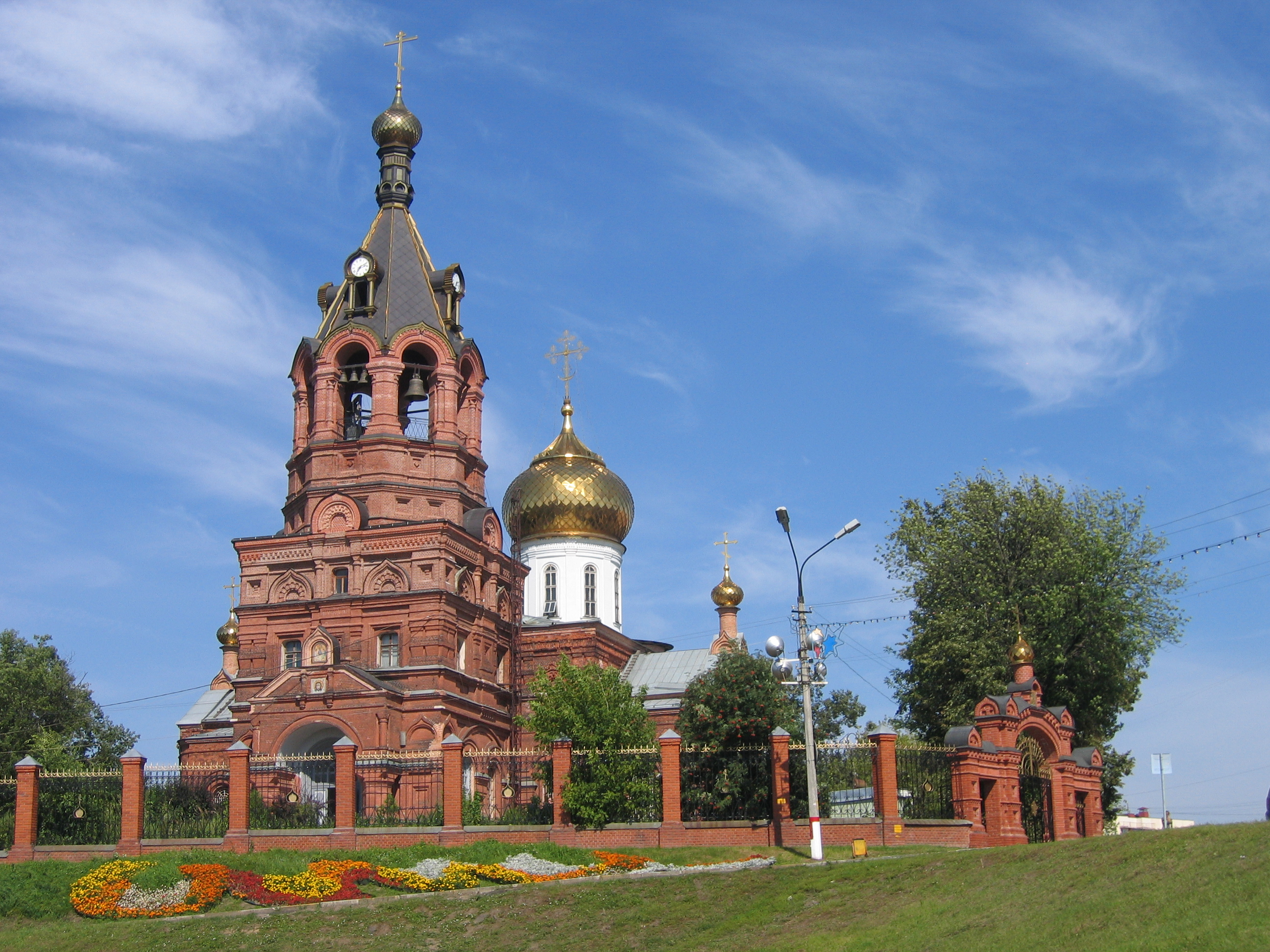
Cathédrale de la Sainte-Trinité de Ramenskoïe.
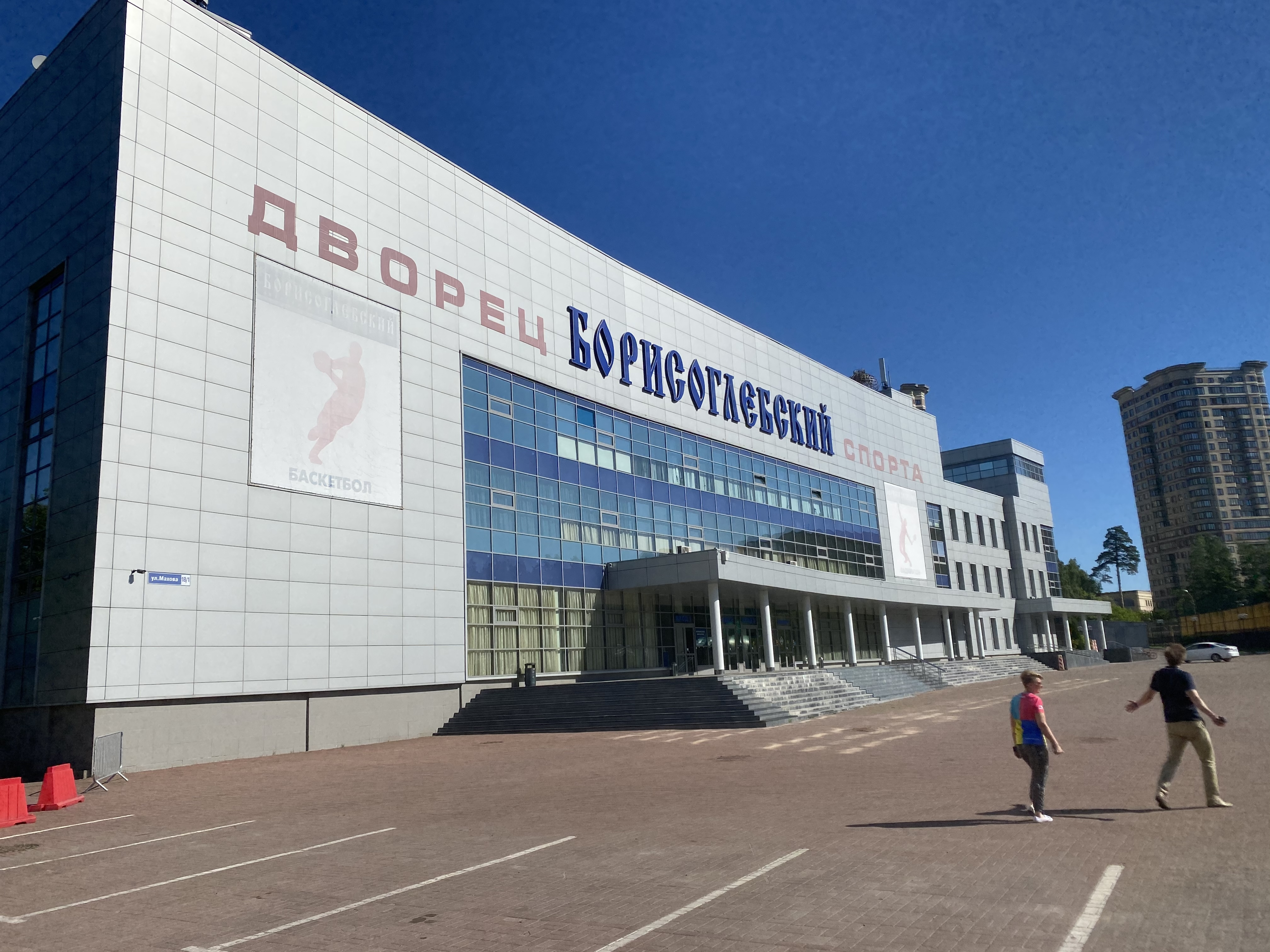
Palais des Sports Borissoglebski.

## Population
Recensements (*) ou estimations de la population
| 1926*  | 1939*  | 1959*  | 1970*  | 1979*  | 1989*  |
| ------ | ------ | ------ | ------ | ------ | ------ |
| 13 645 | 28 405 | 46 465 | 61 010 | 76 906 | 87 666 |

| 2002*  | 2010*  | 2012   | 2013    | 2014    | 2021    |
| ------ | ------ | ------ | ------- | ------- | ------- |
| 82 074 | 96 317 | 99 091 | 100 755 | 103 069 | 114 537 |

## Sport
La ville abrite le club de football du Saturn Ramenskoïe, qui a notamment évolué en première division russe de 1999 à 2010.

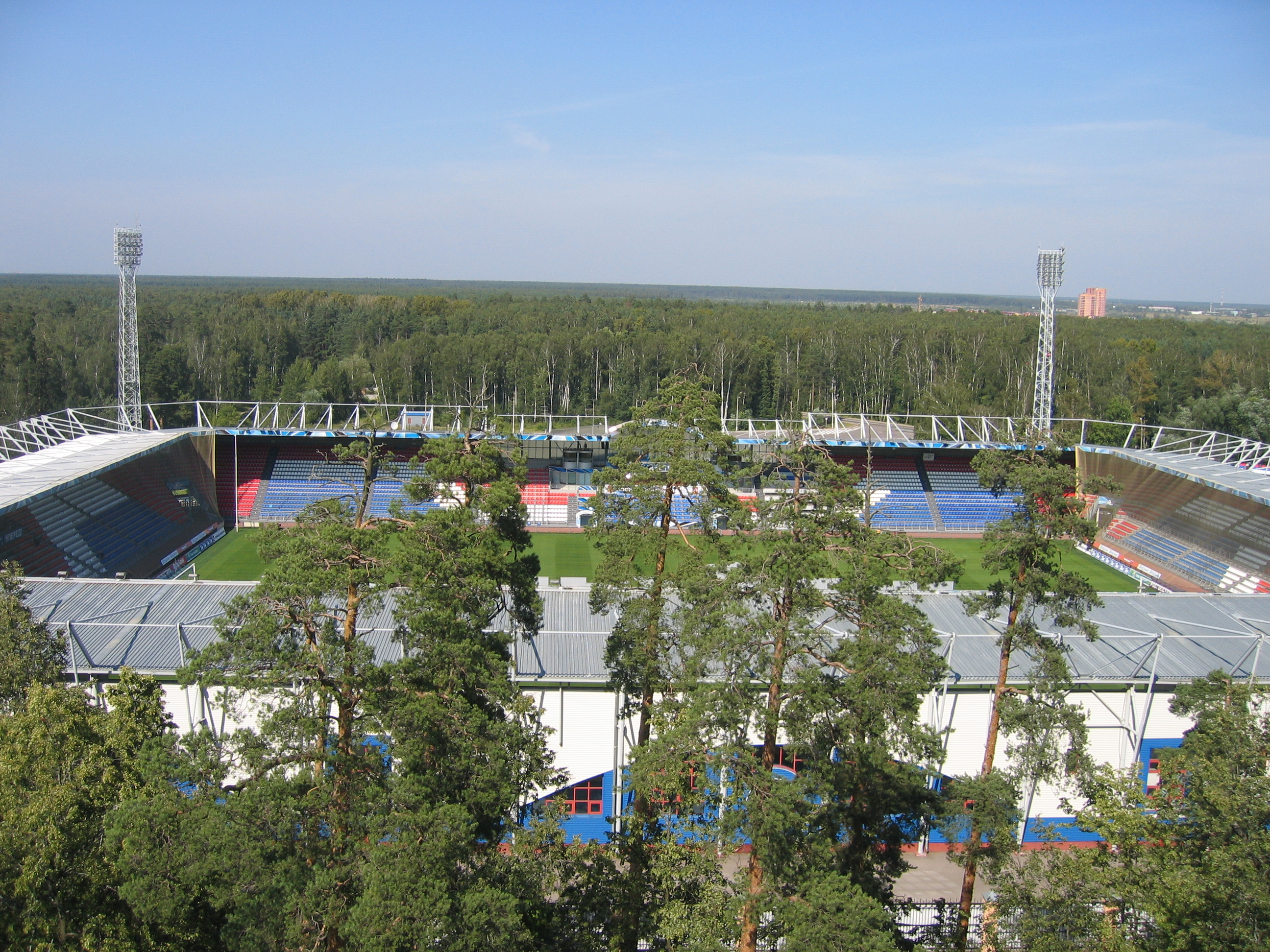
Stade de la ville.